# Шлютер, Поуль
Поуль Хольмсков Шлютер (дат. Poul Holmskov Schlüter; 3 апреля 1929, Тённер, Южная Дания — 27 мая 2021, Копенгаген, Ховедстаден) — датский государственный и политический деятель. Премьер-министр Дании с 10 сентября 1982 по 25 января 1993 года. Супруг балерины Анн-Мари Вессел-Шлютер.

## Биография
Родился в Тённере в Южной Ютландии в семье производителя и оптового продавца шоколадных изделий на фабрике. В 1957 завершил обучение на юридическом факультете Копенгагенского университета, а в 1960 начал работать адвокатом.
Начал свою политическую карьеру в организации Консервативной молодежи, в 1952—1955 годах был национальным председателем Совета молодежной организации в Коллинге.
В 1964 был избран в датский парламент в качестве члена Консервативной народной партии. С 1974 по 1977 и с 1981 по 1993 был председателем партии. В 1994 покинул парламент. Впоследствии был избран в парламент Европейского союза, а в 1999 году покинул его.
10 сентября 1982 стал первым членом Консервативной народной партии с 1901 года, назначенным премьер-министром Дании.
В январе 1993 был вынужден уйти с должности премьер-министра и председателя партии из-за расследования, показавшего, что он неправильно информировал парламент об обращении правительства с делом тамилов (Tamilsagen). Дело тамилов состояло в том, что заявления о воссоединении семей тамильских беженцев с Цейлона были нелегально отложены датским министром юстиции.
Также был членом Совета Европы в 1971—1974 годах, главой датской делегации в Северном совете и членом президиума совета в 1978—1979 годах. В 1984 году стал «Политиком года в Северных странах». Был депутатом Европейского парламента в 1994—1999 годах и его вице-президентом в 1994—1997 годах.
В 1999 году издал автобиографию под названием «Что за жизнь» (Sikken et liv).

## Личная жизнь
Был женат трижды. С 1963 года — на Майкен Стен-Андерсен (1934—2021), позже развелся. От этого брака имел сына Петера, который также занимается политикой. С 1979 года — на Лисбет Повелсен (1944—1988). С 1989 года его супругой была балерина и педагог, директор балетной школы Анн-Мари Вессель.